# Convento de San Agustín (Peru)
Convento de San Agustín w mieście Cuzco (Peru) – klasztor założony przez katolicki Zakon Augustianów wybudowany w latach 1559 i 1645. 
Pięć lat po zakończeniu budowy, 31 maja 1650, największe trzęsienie ziemi w czasach kolonialnych zniszczyło znaczną część klasztoru. W 1665 przeprowadzono jego częściową rekonstrukcję i odbudowę. W końcu XVIII w. kolejne duże trzęsienie ziemi zniszczyło dużą część zabudowań. 
W 1826 Augustianie wycofali się z prowadzenia klasztoru oraz opuścili północne Peru. Po bombardowaniu przez Agustína Gamarrę w 1836 klasztor doznał znacznego uszczerbku konstrukcji, co doprowadziło do degradacji pomieszczeń oraz elewacji. W 1858 klasztor został przekazany na cele publiczne. Niestety już w latach 70. XIX brak odpowiedniej opieki doprowadził to ruiny zabudowań oraz do zmniejszenia o połowę zajmowanej powierzchni. Na początku XX w. we wnętrzach klasztoru działały 2 sklepy i 6 chicherii. W 1932 Rada Wydziału Archeologicznego uznała klasztor za pomnik narodowy zapobiegając czasowo jego destrukcji. W latach 40. XX w. klasztor został kupiony przez prywatnego inwestora. W latach 50 trzęsienie ziemi znowu zniszczyło część zabudowań. W latach 70 w części byłego klasztoru funkcjonowała fabryka czekolady. W 1986 trzęsienie ziemi znowu obróciło klasztor w ruinę. Przez 30 lat zabudowania pozostawały opuszczone. 
Obecnie trwają prace renowacyjne klasztoru i adaptacja na pomieszczenia hotelowe. 